# Véra Clouzot

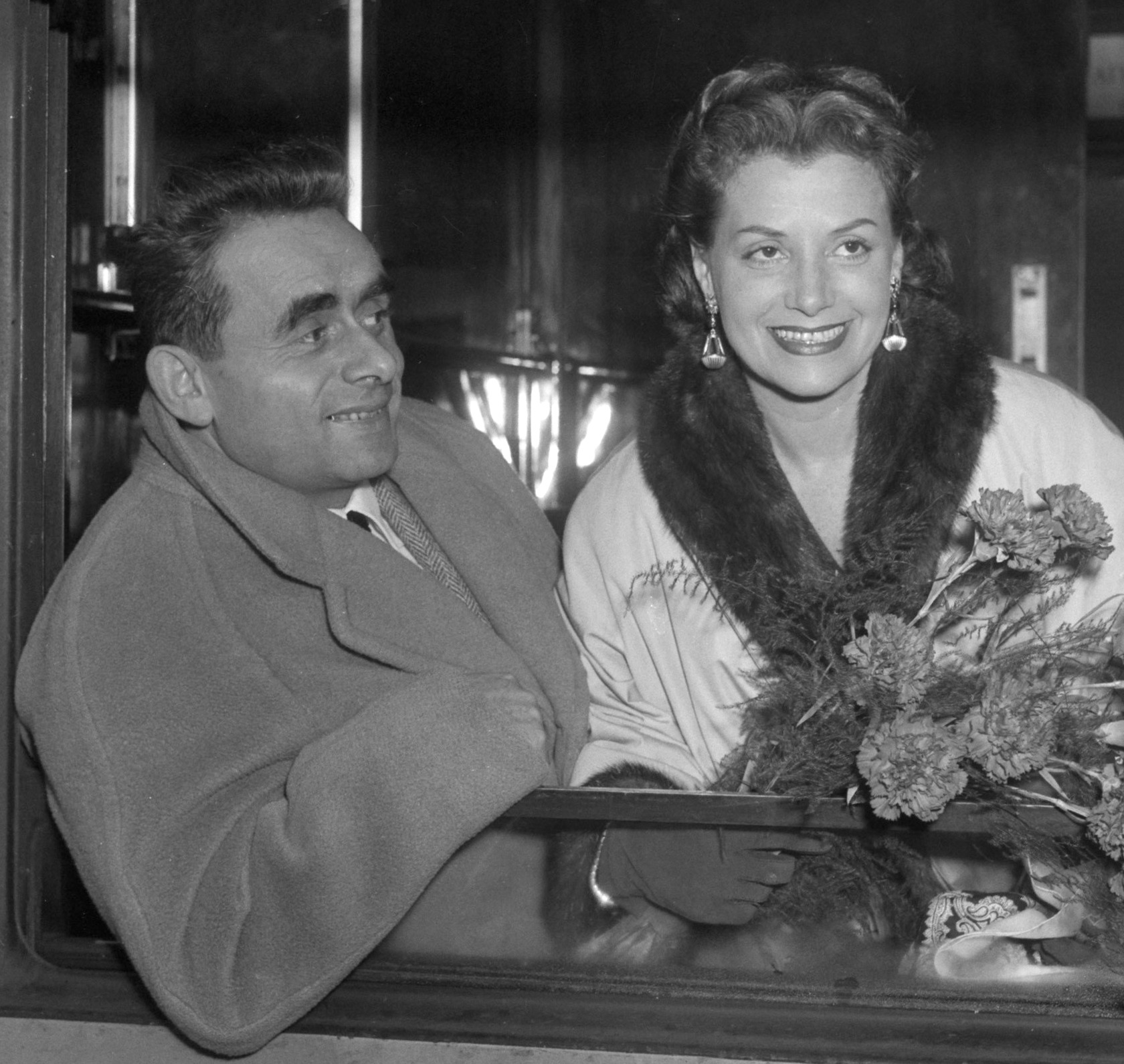
Véra Clouzot mit ihrem Ehemann Henri-Georges (1953)

Véra Clouzot (* 30. Dezember 1913 als Véra Gibson-Amado in Rio de Janeiro; † 15. Dezember 1960 in Paris) war eine französisch-brasilianische Schauspielerin und Drehbuchautorin.

## Biografie
Véra Gibson-Amado war die Tochter von Alice do Rego Barros Gibson und Gilberto Amado, einem bekannten brasilianischen Intellektuellen, Anwalt und Journalisten. Sie besuchte das Colégio Nossa Senhora de Sion in Rio.
Als Diplomatenkind verbrachte sie einige Zeit in Europa, wo sie den französischen Schauspieler Léo Lapara kennenlernte, den sie 1941 heiratete. Auf seine Anregung hin nahm sie in der Schweiz Schauspielunterricht und schloss sich der Theatergruppe von Louis Jouvet an, in der auch Lapara mitwirkte. Aufgrund ihres brasilianischen Akzents bekam sie in der Gruppe nur kleinere Rollen. Selbst während eines Gastspiels in Brasilien durfte sie keine Sprechrollen übernehmen, da die Stücke auf Französisch aufgeführt wurden. 1947 trennten sich Gibson-Amado und Lapara, sie arbeitete jedoch weiter mit Jouvet zusammen.
1950 lernte sie während der Dreharbeiten zu Miquette et sa mère, bei dem sie den Schauspielern beim Einstudieren des Textes half, den französischen Filmregisseur Henri-Georges Clouzot kennen und heiratete ihn im selben Jahr.
In den folgenden Jahren spielte sie in drei von Clouzots Spielfilmen mit. Clouzot nannte seine Filmproduktionsgesellschaft Vera Films nach ihr. Ihr Filmdebüt gab Véra Clouzot 1953 mit einer Nebenrolle in Lohn der Angst. In dem Thriller um vier abgehalfterte Vagabunden und Abenteurer, die zwei Lkw-Ladungen Sprengstoff zum Löschen eines Feuers zu einer südamerikanischen Ölraffinerie transportieren, war sie als Yves Montands Objekt der Begierde zu sehen; der Film gilt heute als Klassiker des anspruchsvollen Spannungskinos. 1955 machte Véra Clouzot in der zweiten weiblichen Hauptrolle neben Simone Signoret in Die Teuflischen auf sich aufmerksam. Für die Filmrechte von Pierre Boileaus und Thomas Narcejacs Roman Tote sollten schweigen hatte sich auch Alfred Hitchcock interessiert. Im Mittelpunkt des doppelbödigen Kriminalfilms, der sich einer heruntergekommenen Privatschule in der französischen Provinz als Handlungsort bedient, stehen die herzkranke Christina (gespielt von Véra Clouzot), die ihren Ehemann (Paul Meurisse) gemeinsam mit dessen von Simone Signoret gespielten Geliebten tötet. So scheint es zunächst; doch der vermeintliche Mord an dem tyrannischen Schuldirektor, unter dem auch die beiden Frauen zu leiden hatten, erweist sich als teuflische Inszenierung. Der Film wurde 1954 in Frankreich mit dem renommierten Louis-Delluc-Preis ausgezeichnet und war ein weltweiter Erfolg. Die New York Times lobte Véra Clouzot für ihren Part als „zitterndes Nervenbündel“ wie auch das restliche Schauspielensemble, das Drehbuch und den visuellen Stil des Films, der 1996 unter dem Titel Diabolique mit Isabelle Adjani und Sharon Stone neu verfilmt wurde.
1957 übernahm Clouzot einen kleineren Part in einem weniger erfolgreichen Drama ihres Mannes, Spione am Werk (1957), mit Curd Jürgens und Peter Ustinov in den Hauptrollen. 1960 wirkte das Ehepaar am Filmskript des Gerichtsdramas Die Wahrheit mit, in dem Brigitte Bardot als geheimnisvolle Mordverdächtige auftritt. Die Dreharbeiten von Clouzots Film, der 1961 einen Golden Globe gewann und für den Oscar als bester fremdsprachiger Film nominiert war, waren skandalumwittert. Während ein Selbstmordversuch von Brigitte Bardot fehlschlug, erlitt Véra Clouzot einen Nervenzusammenbruch. Nur wenige Monate später erlag sie in Paris einem Herzinfarkt. Diesen Umstand kommentierte die Presse als Parallele zu ihrer bekanntesten Filmrolle in Die Teuflischen – auch die Figur der Christina fällt dort einem Herzanfall zum Opfer. Véra Clouzot wurde auf dem Cimetière de Montmartre beerdigt, wo 1977 auch ihr Mann seine letzte Ruhe fand.

## Filmografie
- 1953: Lohn der Angst (Le salaire de la peur)
- 1955: Die Teuflischen (Les diaboliques)
- 1957: Spione am Werk (Les espions)
- 1960: Die Wahrheit (La vérité) (Mitarbeit am Drehbuch)